# Tubifera ferruginosa
Der Lachsfarbene Schleimpilz (Tubifera ferruginosa) ist ein Schleimpilz aus der Familie Enteridiidae.

## Merkmale

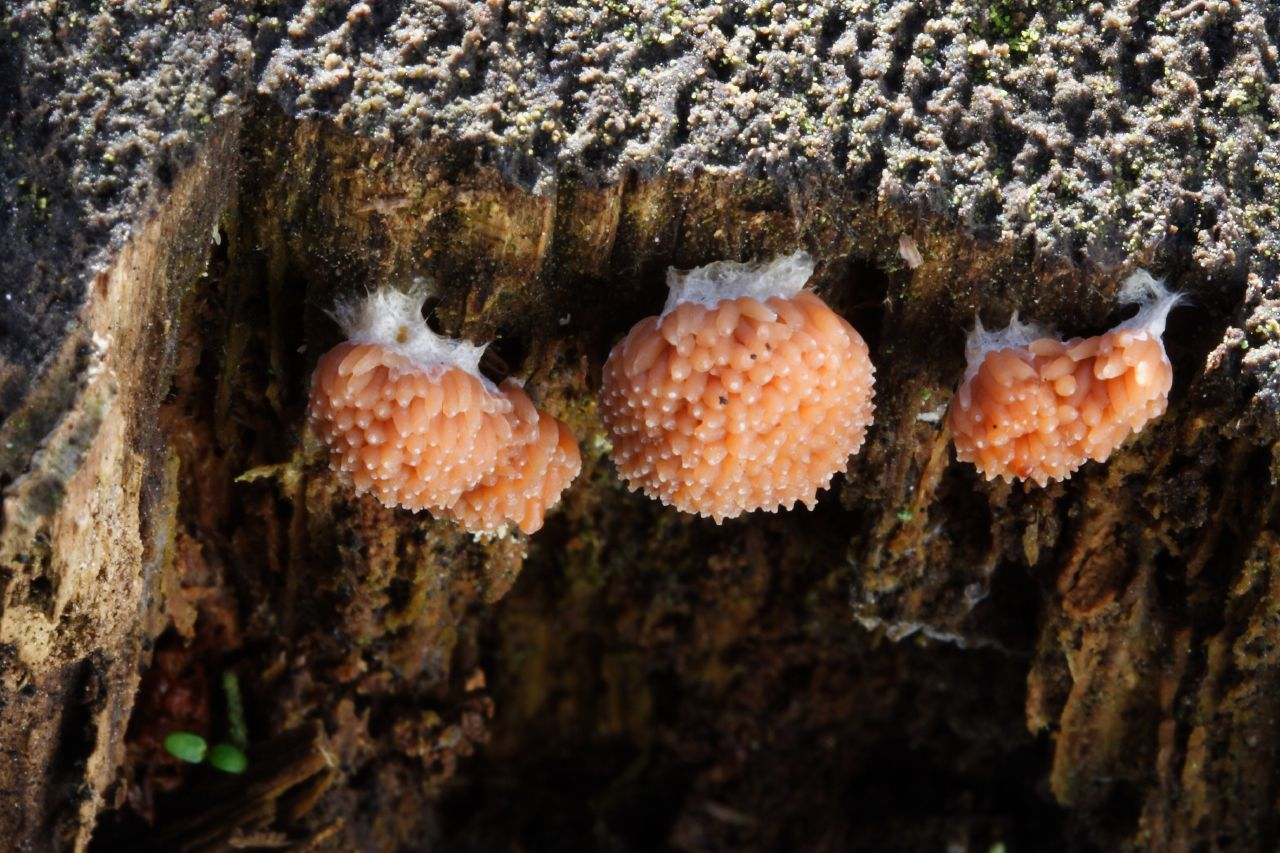
Blassere Form mit deutlich erkennbarem Hypothallus

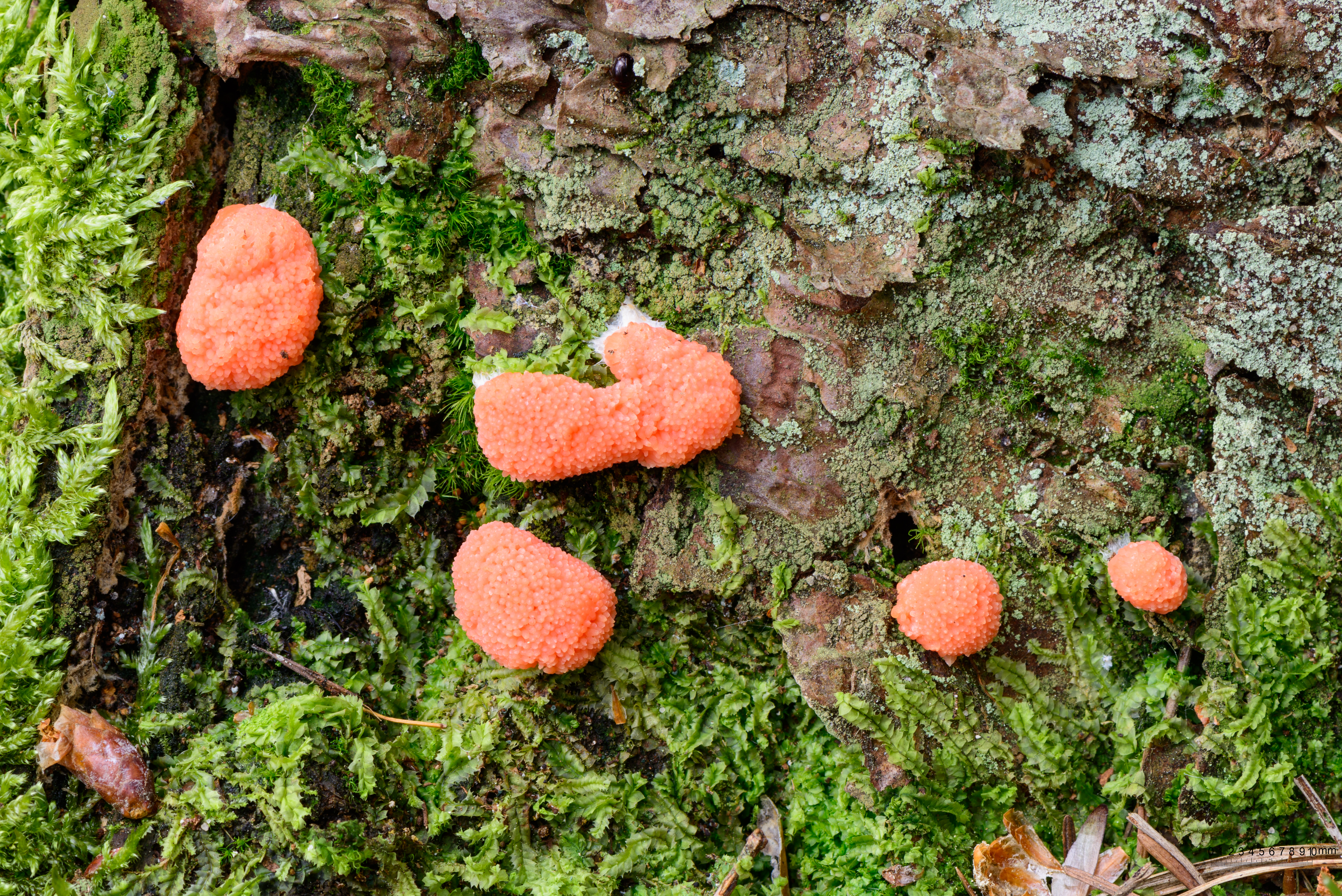
Gruppe an einem Baumstumpf

Die einzelnen Fruktifikationen sind zylindrisch, rundlich oder leicht seitlich abgeflacht. Sie werden bis zu fünf Millimeter hoch und 0,2 bis 0,4 Millimeter im Durchmesser. Sie sind dicht zu Pseudoaethalien zusammengeschlossen. Diese sind flach ausgebreitet bis halbkugelig geformt, wobei sie sich über einen Durchmesser von 10 bis 60, manchmal auch 100 Millimetern erstrecken. Aus der Oberfläche treten einzelne abgerundete Glieder hervor.
Die häutige Unterlage (Hypothallus) ist weißlich bis blass bräunlich gefärbt. Sie wird aber später durch die Sporen dunkler gefärbt. Sie ist schwammartig aufgebaut und oft aufgewölbt. Die Hülle (Peridie) bleibt lange erhalten. Sie ist dünn und besitzt eine glatte, schwach glänzende bis irisierende Oberfläche. Im durchfallenden Licht erscheint sie blass braun. Die Hülle reißt zunächst am Scheitel ein und öffnet sich später bis zur Basis.
Ein Haargeflecht (Capillitium) ist meist nicht vorhanden. Selten lassen sich dünne Fäden feststellen, die mit der Wand verwachsen sind. An ihnen befinden sich Sporen. Die Sporen sind in Masse braun, im durchfallenden Licht rötlichbraun. Sie messen sechs bis acht Mikrometer im Durchmesser. Auf der Oberfläche befindet sich ein feinmaschiges Netz, das am Keimporus unterbrochen ist.
Das Plasmodium ist zunächst weißlich, später jedoch orangerot bis scharlachrot oder tief rosa. Vor der Reife ist es dunkelbraun gefärbt.

### Ähnliche Arten
Ähnlich kann Tubifera dictyoderma sein. Diese bildet aber großflächige, krustenartige Fruktifikationen, aus denen die Einzelglieder nicht hervortreten; die Oberfläche ist glatt und ähnelt einer Bienenwabenstruktur. In diesen ist außerdem ein haarähnlicher Zentralstrang vorhanden.

## Ökologie
Der Schleimpilz ist vor allem auf totem Nadelholz zu finden. Fliegen der Art Epicypta testata legen ihre Eier in das Plasmodium des Pilzes. Sie lebt als Larve und als Nymphe in den Fruchtkörpern und trägt zur Verbreitung der Sporen bei. Die Art ist unter anderem vergesellschaftet mit dem Blutmilchpilz (Lycogala epidendrum), Physarum nutans, Arcyria obvelata, Hemitrichia serpula und mehreren Arten der Gattung Cribraria anzutreffen.

## Verbreitung
Tubifera ferruginosa ist kosmopolitisch verbreitet.